# Южноафриканский каменный дрозд
Южноафриканский каменный дрозд (лат. Monticola rupestris) — вид птиц из семейства мухоловковых (Muscicapidae).

## Описание
Это достаточно крупный вид каменного дрозда 19-22 см в длину. А весит он около 60 граммов. У самца голубовато-серая окраска головы, шеи и горла, брюшная сторона тела оранжевого цвета, крылья коричневого цвета с оранжевым оттенком.

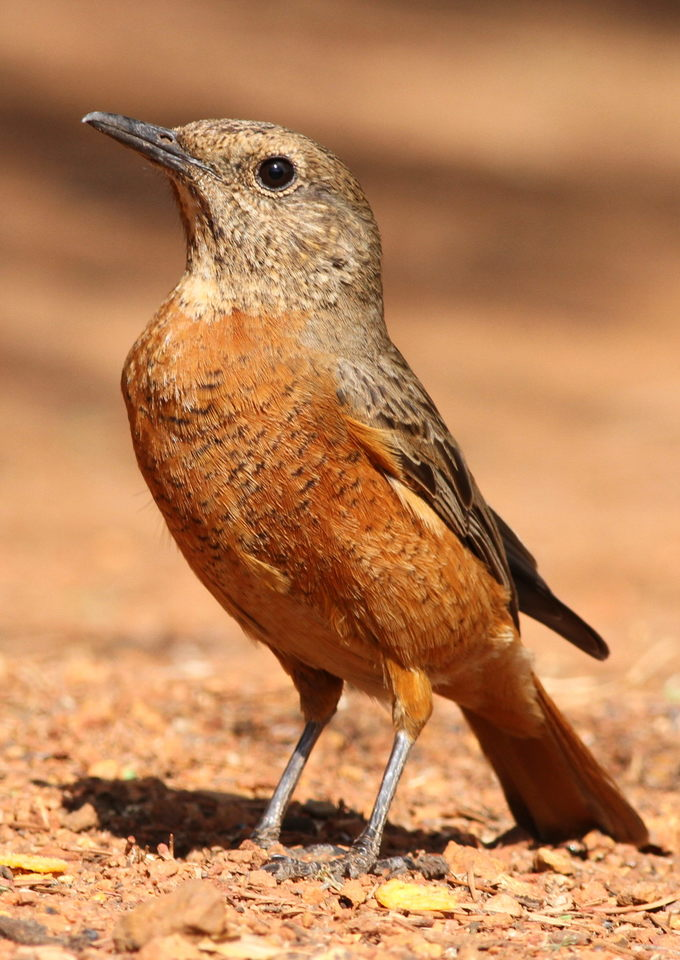
Самка южноафриканского каменного дрозда

У самки голова черно-бурая, крапчатая. В отличие от других самок каменных дроздов, у самок южноафриканского каменного дрозда брюшная сторона тела ярко-оранжевого цвета, с пестринками. Подхвостье тоже оранжевого цвета, как у самцов. 

## Распространение
Южноафриканский каменный дрозд является осёдлым видом.
Он обитает в восточной и южной частях Южной Африки, Лесото и Эсватини. Иногда встречается на территории Ботсваны. Достаточно часто присутствуют вблизи домов и населенных пунктов.  

## Образ жизни
Живут парами или небольшими группами. Часто сидят на камнях или верхушках кустарников. Гнездятся в горных скалистых районах. Гнезда делают неглубокие чашевидные, из травы, корней, тонких сучьев и растительных волокон. Располагают их обычно в расщелинах между камнями, на выступе скалы или здания, иногда повторно используя одно и то же гнездо в течение нескольких сезонов размножения. Сезон размножения в основном длится с сентября по февраль. В кладке обычно 3-5 яиц, которые высиживаются самкой около 14-16 дней. Родившиеся птенцы покидают гнездо примерно через 16 дней. На протяжении всего сезона размножения самец энергично защищает свою территорию от других самцов и других видов.
Питается южноафриканский каменный дрозд различными беспозвоночными и другими мелкими животными, а также ягодами, фруктами и семенами. Корм в основном добывают на земле.